# MAZ-532
Der MAZ-532 (russisch МАЗ-532) war ein in den späten 1950er Jahren vom sowjetischen Hersteller Minski Awtomobilny Sawod produzierter schwerer Radschlepper für die Forstwirtschaft. Er wurde hauptsächlich zum Rücken von großen Mengen Nutzholz in schwerem Gelände konzipiert.

## Geschichtliches
Mitte der 1950er Jahre wurden bei MAZ mehrere schwere Zugmaschinen und Muldenkipper entwickelt. Diese Entwicklung brachte auch einen Schlepper für die Forstwirtschaft hervor, der sich technische Merkmale mit den Muldenkippern MAZ-525 und MAZ-530 teilt. Auch wurden Erfahrungen und wohl auch Baugruppen von den schweren Schleppern MAZ-528 und MAZ-538 übernommen, die ebenfalls aus dieser Zeit stammen. Der Dieselmotor JaAZ-206 wurde zum Beispiel wie auch beim MAZ-528 vor der Vorderachse verbaut. Die gesamte Anlage zur Kraftübertragung und auch Fahrwerksteile entstammten dem MAZ-525, ebenso die übergroßen Felgen und Niederdruckreifen.
Der ab Mitte 1956 geplante und entwickelte MAZ-532 wurde schon nach einer kurzen Testphase 1957 vorgestellt. Wie viele Fahrzeuge dieses Typs letztlich hergestellt wurden, ist unbekannt, eine größere Verbreitung dürfte dieses Modell jedoch nicht gefunden haben. Heute ist kein erhaltenes Exemplar mehr bekannt.

## Technisches
Damit das Fahrzeug die an es gestellten Anforderungen erfüllen konnte, waren einige technische Besonderheiten notwendig. So wurde auf eine große Bodenfreiheit geachtet, die mit circa 80 Zentimetern weit höher ist als bei üblichen Lastkraftwagen. Auch gehörten Allradantrieb und eine Seilwinde zur Ausstattung, ebenso ein für damalige Verhältnisse kräftiger Dieselmotor. Der kurze Radstand von nur drei Metern machte den Lkw im Wald trotz seiner Größe einigermaßen wendig. Die mit fast 1,80 Metern Außendurchmesser übergroßen Niederdruckreifen erhöhten zum einen die Traktion, zum anderen sorgten sie dafür, dass das Fahrzeug auch große Hindernisse wie Stämme oder Baumstümpfe recht leicht überfahren konnte. Zudem waren sie Ersatz für die Federung, was den Gesamtaufbau des Fahrgestells deutlich vereinfachte. Durch eine große Aufstandsfläche auf dem Boden sorgten sie auch dafür, dass das Fahrzeug auf weichen Untergründen nicht so schnell einsank.

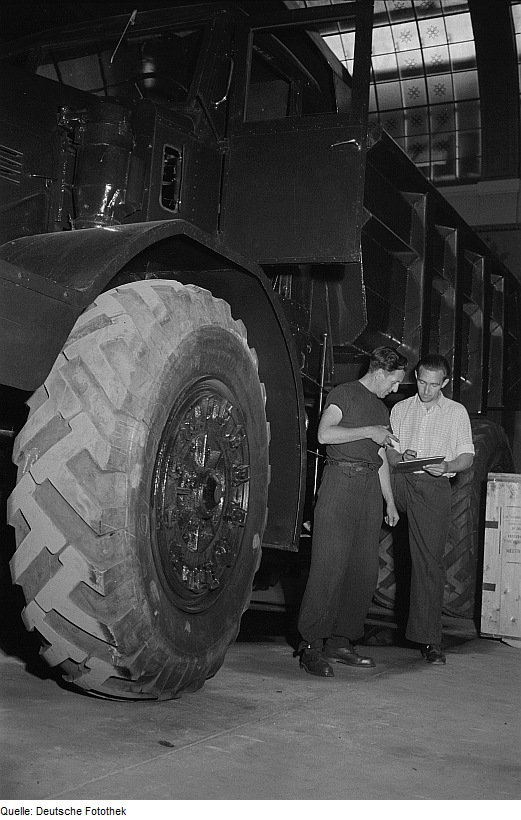
Die übergroßen Reifen des MAZ-532, hier montiert an einem MAZ-525

Gebaut wurden Varianten des Fahrzeugs als Sattelzugmaschine für den Langholztransport, als Pritsche mit Plane sowie als Fahrgestell (wohl auch in Kombination mit Ladekränen oder Schleppvorrichtungen für den Abtransport von Stämmen aus schwierigem Gelände). Charakteristisches Erkennungsmerkmal war die sehr breite Fahrerkabine mit dreigeteilter Frontscheibe.

### Technische Daten
- Motor: Sechszylinder Dieselmotor
- Motortyp: JaAZ-206
- Motorleistung: 121 kW (165 PS)
- Länge: 6690 mm
- Breite: 3220 mm
- Höhe: 2800 mm
- Bereifung: Spezialreifen mit einem Außendurchmesser von knapp 1800 mm
- Höchstgeschwindigkeit: 45 km/h (im Gelände max. 20 km/h)
- Leergewicht: 12,6 t
- Zuladung: 20 m³ Holz (knapp 20 t)
- Zulässiges Gesamtgewicht: 36 t
- Antriebsformel: (4×4)